# Centropyxis
Centropyxis ist eine Gattung einzelliger, beschalter Amöben. Sie gehört zur Gruppe der Difflugina.

## Merkmale
Für die Gehäuse der Vertreter der Centropyxis sind zwei verschiedene Typen beschrieben: zum einen zweiseitig symmetrische, abgerundete Gehäuse, die zur Vorderseite hin abgeflacht sind. An den Seiten und nach hinten sind sie oft mit Stacheln besetzt. Die Mundöffnung sitzt bauchseits nach hinten und ist rundlich. as Gehäuse ist entweder organisch oder aus mineralischen Partikeln oder Diatomeen aufgebaut. Form, Größe und Anzahl der Stacheln sind variabel. Vertreter dieser Gruppe finden sich meist in Süßgewässern. Zum anderen ist das Gehäuse kreisförmig oder länglich vom Bauch her gesehen, von der Seite her ist die Mundregion leicht abgeflacht, die Mundöffnung sitzt annähernd am Ende des Gehäuses. Die meisten Vertreter dieser zweiten Gruppe finden sich im Erdboden oder in trockeneren Moosen.
Allen Arten der Gattung gemein ist, dass der Zellkern zum ovularen Typ gehört, also zahlreiche Kernkörperchen enthält.

## Vorkommen
Centropyxis finden sich in Süßgewässern, in Torfmoosen, trockeneren Moosen und humosen Böden. Sie ernähren sich von allen Formen von Mikroorganismen.

## Systematik
Die Gattung wurde 1857 von Friedrich Stein erstbeschrieben. Typusart ist Centropyxis aculeata. Die Gattung umfasst über 130 Arten und viele weitere Untertaxa, darunter:
- Centropyxis aculeata
- Centropyxis sphagnicola
- Centropyxis discoides
- Centropyxis orbicularis

## Nachweise
1. 1 2 3 4  Ralf Meisterfeld: Arcellinida, In: John J. Lee, G. F. Leedale, P. Bradbury (Hrsg.): An Illustrated Guide to the Protozoa. Band 2. Allen, Lawrence 2000, ISBN 1-891276-23-9, S. 827–860 (englisch).